# Station Pontgouin
Station Pontgouin is een spoorweghalte in de Franse gemeente Pontgouin.